# Christian Norberg-Schulz

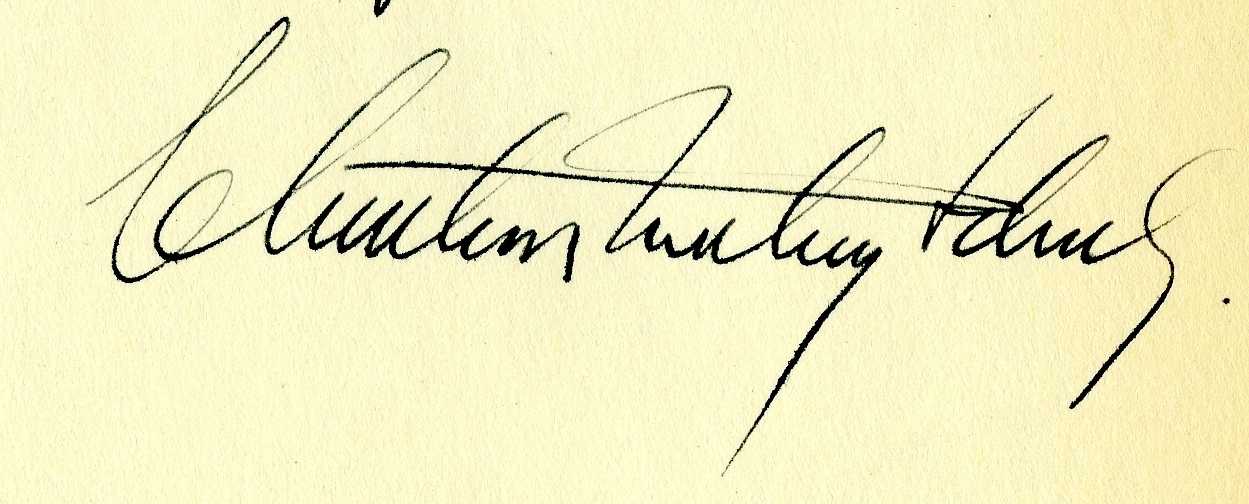
Christian Norberg-Schulz, Unterschrift

Christian Norberg-Schulz (* 23. Mai 1926 in Oslo, Norwegen; † 28. Mai 2000 ebenda) war ein norwegischer Architekt, Professor für Architektur, Autor und Architekturtheoretiker.

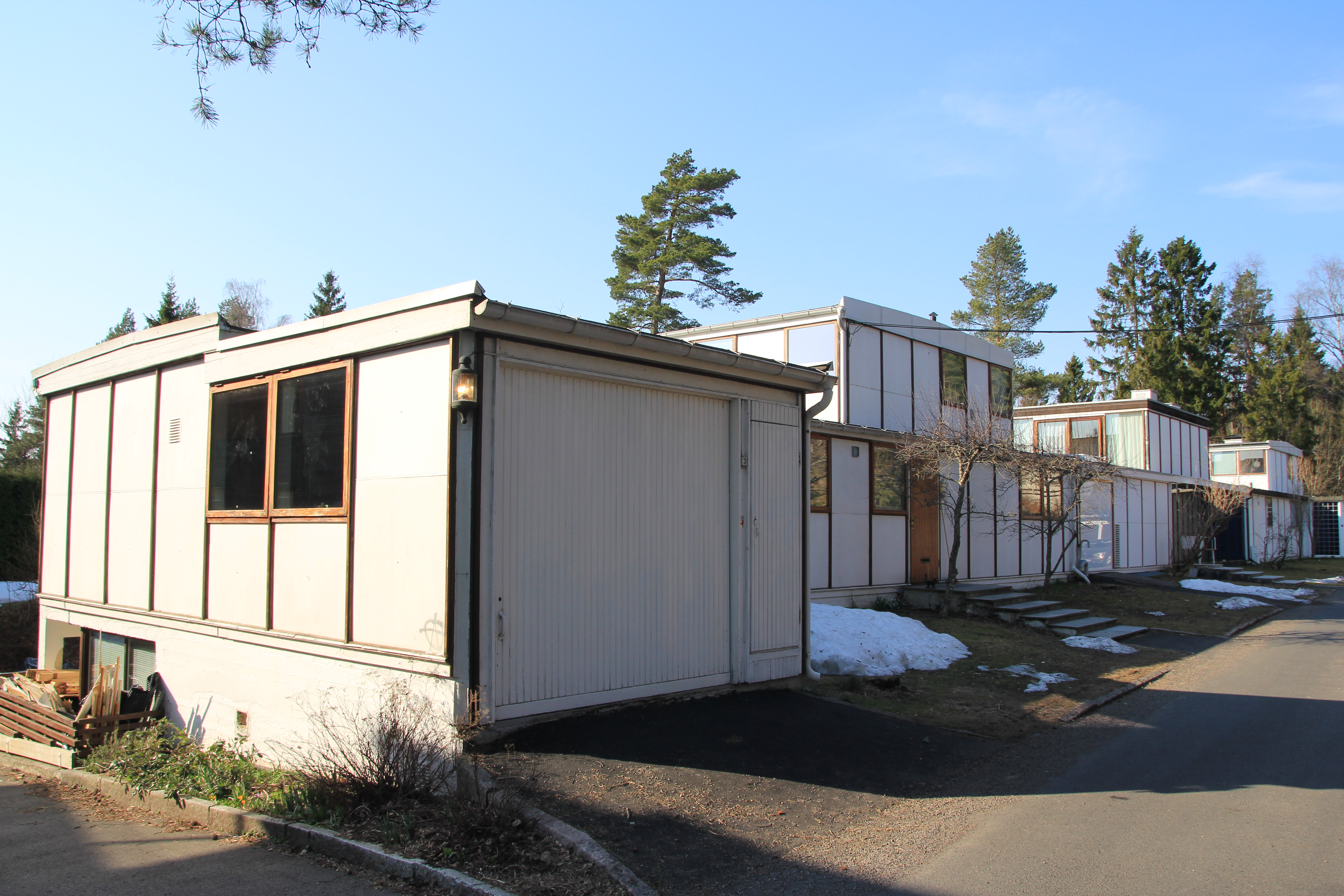
Reihenhäuser von Arne Korsmo und Christian Norberg-Schulz, Pleinetveien (1955), Oslo, Foto: 2014

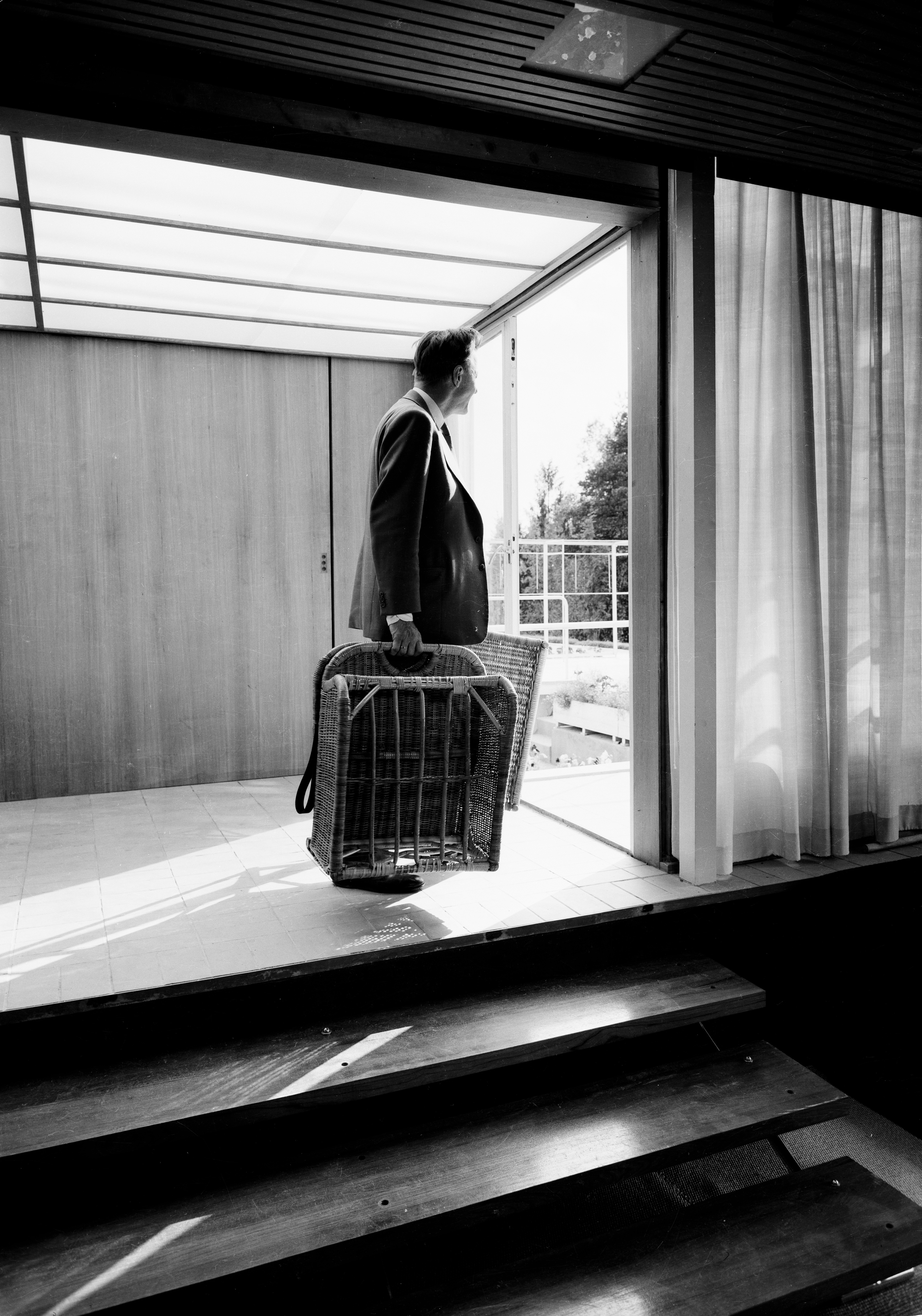
Architekturfoto von Planetveien 12, Arne Korsmo und Grete Prytz Kittelsens freistehendem Haus am Vettakollen in Oslo. Das Gebäude wurde von Korsmo und Christian Norberg-Schulz entworfen und 1954 erbaut. Das Haus gilt als eines der wichtigsten Werke der norwegischen modernistischen, funktionalistischen Architektur und ist nach dem Prinzip konzipiert, dass alle Formen eine Funktion erfüllen sollen. Foto: Teigens Fotoatelier / Dextra Photo (1954).

## Leben und Werk
Thorvald Christian Norberg-Schulz wuchs in Oslo, Norwegen auf. Er schloss sein Architekturstudium 1949 an der Eidgenössischen Technischen Hochschule Zürich erfolgreich ab. Anschließend setzte er sein Studium in Rom und an der Harvard University mit einem Fulbright-Stipendium fort. Nach seiner Promotion 1964 am Norwegischen Institut für Technologie im Fach Architektur lehrte er 1965 als Professor an der Yale University, von 1966 bis 1992 an der Oslo School of Architecture and Design, 1974 als Gastprofessor am Massachusetts Institute of Technology Architecture Department.
Norberg-Schulz zählte zur dritten Generation der Architekturmoderne, die das Dogma des technischen Funktionalismus in Frage stellte und sich der Architekturtheorie und Baugeschichte zuwandte. In den 1950er und 1960er Jahren arbeitete er als Architekt allein oder mit Arne Korsmo; große Anerkennung fanden ihre Reihenhäuser in der Planetveien Street (1954) in Oslo, wo beide mit ihren Familien lebten. 1963 erschien im Universitetsforlaget Oslo die Originalausgabe seines Buches „Intentions in Architecture“, mit dem er international Anerkennung fand und seinen Ruf als Architekturtheoretiker begründete. 1965 veröffentlichte es der Ullstein Verlag Berlin in der Reihe Ullstein Bauwelt Fundamente (15) unter dem Titel „Logik der Baukunst“ in der deutschen Übersetzung von Joachim Neugröschel mit einer Vorbemerkung von Lucius Burckhardt. Nach Burckhardt stellte Norberg-Schulz „die Architektur in einen größeren Bezugskreis“, siedelte sie „in den Dimensionen der heutigen Wirklichkeit“ an, verwies auf „das Problem der Addition der mehrheitlich modernen Bauten“, fragte nach dem „Sinn des Funktionalismus in einer wohlhabenden Welt, (…) nach dem Nichtverstehen der modernen Formen durch das Publikum und (…) der Bedeutung dieser Formen.“
Auf diese analytischen und psychologischen Belange seiner früheren Schriften folgten grundlegende Untersuchungen und wegweisende Bücher über baugeschichtliche und topographische Phänomene des Bauens und Siedelns wie „Vom Sinn des Bauens. Die Architektur des Abendlandes von der Antike bis zur Gegenwart“ (Stuttgart, 1979) und „Genius Loci: Towards a Phenomenology of Architecture“ (1979), Genius Loci, Landschaft, Lebensraum, Baukunst (Stuttgart, 1982). Norberg-Schulz bezog sich in diesen Werken auf Martin Heidegger. Er war ein Wegbereiter der „Architekturphänomenologie“ und der „Phänomenologie des Ortes“, deren Bezug zu Heideggers Auslegung der Phänomenologie oft kritisiert wurde. Er nahm großen Einfluss auf die Entwicklung nachmoderner Architekturtheorien und löste Auseinandersetzungen aus. International bekannt wurde er auch mit seinen Beiträgen zur Architekturgeschichte, insbesondere zur klassischen italienischen Architektur, zum Barock und mit Monographien z. B. über Louis Kahn.
Christian Norberg-Schulz war Mitglied der Bayerischen Akademie der schönen Künste. 1996 erhielt er den Fritt Ord Honorary Award.

## Privat
1955 heiratete er Anna Maria de Dominicis. Die norwegische Opernsängerin Elizabeth Norberg-Schulz ist seine Tochter.